# Kevin Van Impe

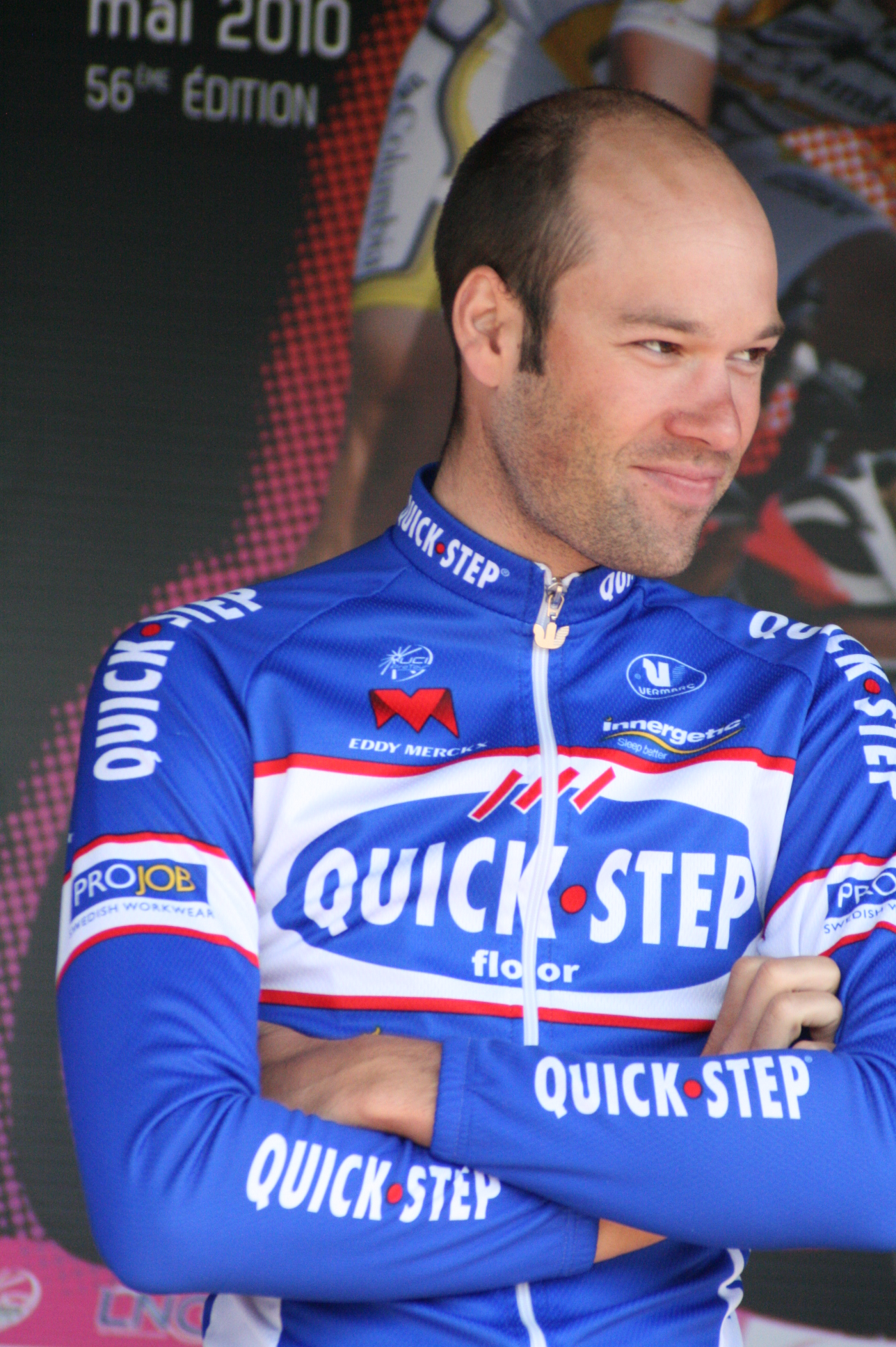
Kevin Van Impe bei den Vier Tagen von Dünkirchen 2010

Kevin Van Impe (* 19. April 1981 in Aalst) ist ein ehemaliger belgischer Radrennfahrer.

## Karriere
Kevin Van Impe begann seine Karriere 2002 bei dem belgischen Radsportteam Lotto. 2003 konnte er seinen ersten Erfolg feiern, ein Etappensieg bei der Rheinland-Pfalz-Rundfahrt. Zur Saison 2005 wechselte Van Impe zum belgischen Professional Continental Team Chocolade Jacques-T Interim. Hier wurde er unter anderem Zweiter bei Kuurne–Brüssel–Kuurne und bei der belgischen Meisterschaft. 2006 bis 2011 fuhr er für das ProTeam Quick·Step-Innergetic und konnte im Jahr 2009 das Eintagesrennen Dwars door Vlaanderen gewinnen.
Im März 2012 erklärte Kevin Van Impe seinen sofortigen Rücktritt vom aktiven Radsport und beendete seine Tätigkeit für das Vacansoleil-DCM Pro Cycling Team.

## Familie
Kevin Van Impe ist der Sohn des ehemaligen Radrennfahrers Frank Van Impe der Neffe des Siegers der Tour de France 1976 Lucien Van Impe.

## Erfolge
2003
- eine Etappe Rheinland-Pfalz-Rundfahrt

2005
- Omloop va het Houtland

2006
- Gesamtwertung und eine Etappe Circuit Franco-Belge

2009
- Dwars door Vlaanderen

## Teams
- 2002 Lotto-Adecco
- 2003 Lotto-Domo
- 2004 Lotto-Domo
- 2005 Chocolade Jacques-T Interim
- 2006 Quick·Step-Innergetic
- 2007 Quick·Step-Innergetic
- 2008 Quick·Step
- 2009 Quick·Step
- 2010 Quick Step
- 2011 Quick Step
- 2012 Vacansoleil-DCM